# Kuan jezik
Kuan jezik (ISO 639-3: uan), tajski jezik uže skupine kam-tai, kojim govori 2 500 ljudi (1995 popis) u laoskoj provinciji Bolikhamxay, blizu rijeke Mouan, distrikt Viangthong.
Unutar uže skupine tai, nije pobliže klasificiran. Etnička grupa zove se Kuan ili Tai Kouane

## Vanjske poveznice
- Ethnologue (14th)
- Ethnologue (15th)